# Thinking of You (Loggins and Messina)
Thinking of You è un singolo del duo musicale statunitense Loggins and Messina, estratto dal loro album eponimo nel 1973.

## Tracce
1. Thinking of You – 2:17
2. Till the Ends Meet – 3:05

## Classifiche
| Classifica (1973)                | Posizione massima |
| -------------------------------- | ----------------- |
| Canada                           | 20                |
| Stati Uniti                      | 18                |
| Stati Uniti (adult contemporary) | 7                 |